# Атанас Михайлов
Атанас Михайлов (болг. Атанас Михайлов, 5 липня 1949, Софія — 1 жовтня 2006) — болгарський футболіст, що грав на позиції нападника, насамперед, за софійський «Локомотив», а також національну збірну Болгарії.

## Клубна кар'єра
У дорослому футболі дебютував 1964 року виступами за команду клубу «Локомотив» (Софія), в якій провів сімнадцять сезонів, взявши участь у 348 матчах чемпіонату. Більшість часу, проведеного у складі софійського «Локомотива», був основним гравцем атакувальної ланки команди. У складі софійського «Локомотива» був одним з головних бомбардирів команди, маючи середню результативність на рівні 0,43 голу за гру першості.
Завершив професійну ігрову кар'єру на Кіпрі, у клубі «Неа Саламіна», за команду якого виступав протягом 1981—1982 років.
Помер 1 жовтня 2006 року на 58-му році життя.

## Виступи за збірну
1967 року дебютував в офіційних матчах у складі національної збірної Болгарії. Протягом кар'єри у національній команді, яка тривала 13 років, провів у формі головної команди країни 45 матчів, забивши 23 голи.
У складі збірної був учасником чемпіонату світу 1974 року у ФРН, де взяв участь у всіх трьох іграх групового етапу, який його команда не подолала.

## Титули і досягнення
- Чемпіон Болгарії: 1977/78
- Володар Кубка Болгарії (5):
- Срібний олімпійський призер: 1968